# Werner Wachsmuth (Mediziner)

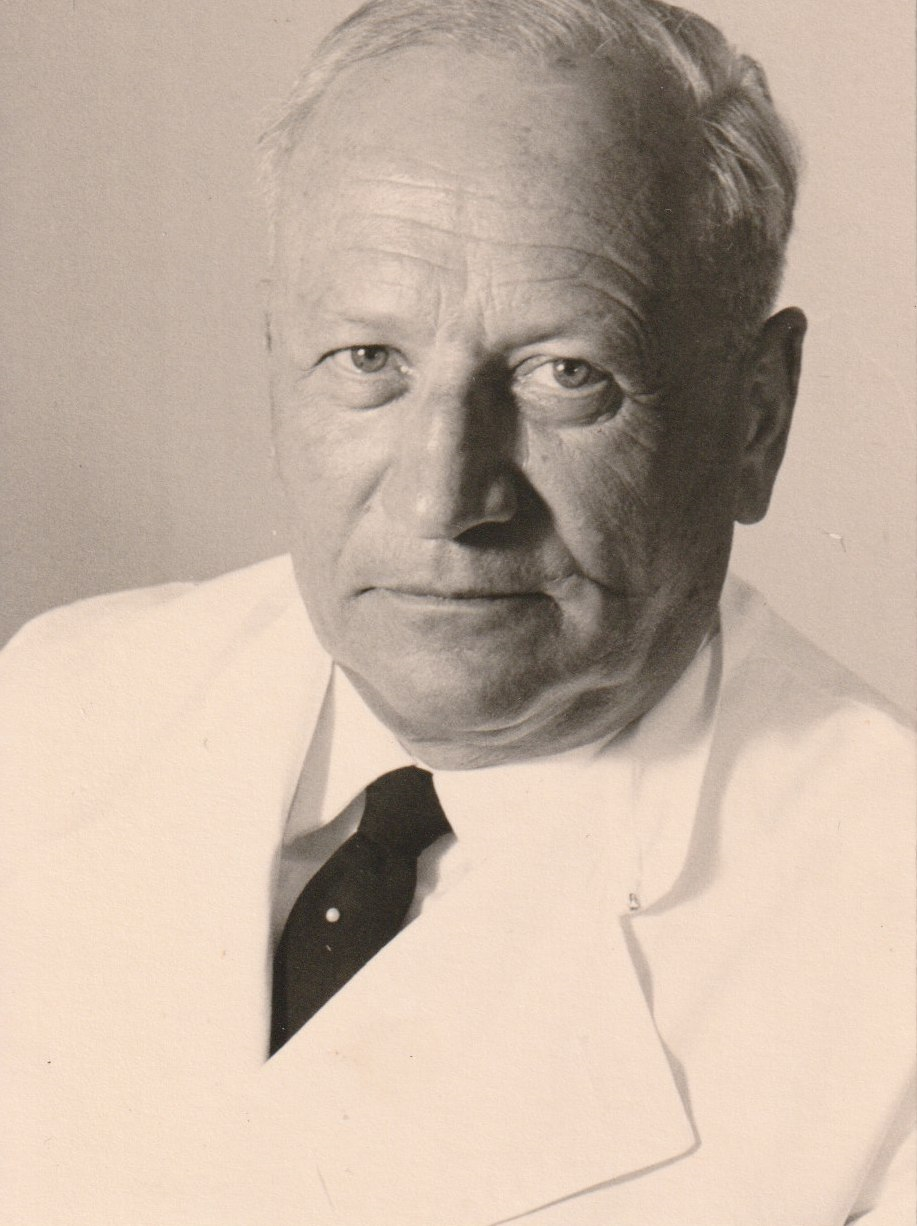
Werner Wachsmuth, 1960er Jahre

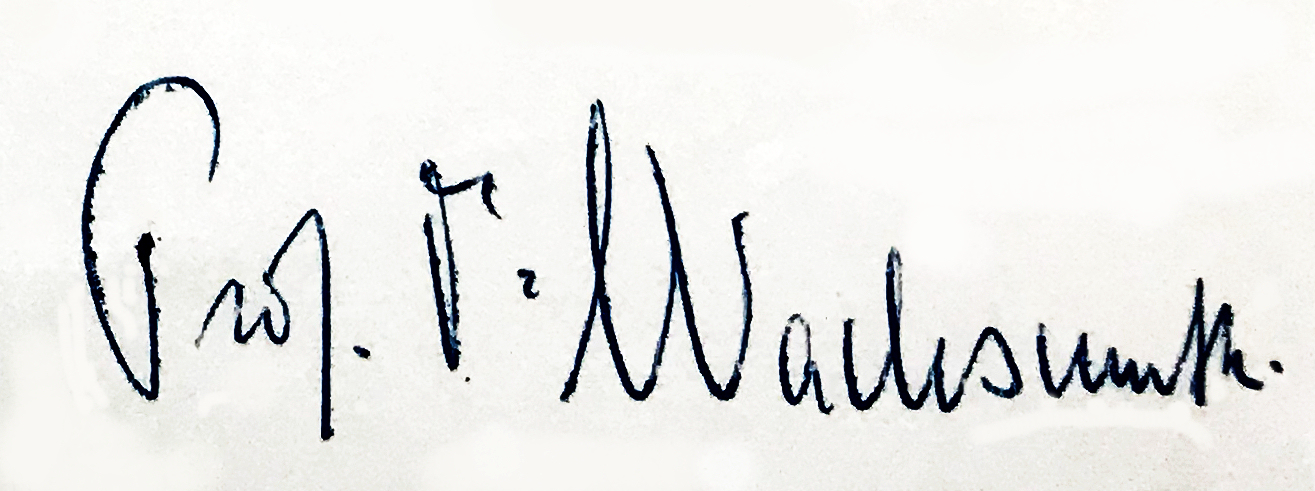
Signatur: Prof. Dr. Wachsmuth

Werner Curt Ferdinand Wachsmuth (* 29. März 1900 in Rostock; † 7. Juni 1990 in Würzburg) war ein deutscher Chirurg, Sanitätsoffizier und Hochschullehrer, zuletzt Lehrstuhlinhaber an der Julius-Maximilians-Universität Würzburg.

## Leben
Werner Curt Wachsmuth, Enkel des Geheimen Hofrats Curt Wachsmuth, einem Ordinarius für Klassische Philologie, und Urenkel des Geheimrats Friedrich Ritschl, ebenfalls ein Lehrstuhlinhaber für Klassischen Philologie, wurde geboren als Sohn des damaligen Extraordinarius für Physik und Geheimrats Richard Wachsmuth und dessen Frau Marie, geborene Springer (1876–1953). Die Eltern hatten 1896 in Berlin geheiratet und zogen nach Göttingen, wo Werners Schwester Anne-Sabine geboren wurde. Nachdem Werners Vater, ein ehemaliger Assistent des Experimentalphysikers Hermann von Helmholtz, einen Ruf nach Rostock erhalten hatte, zog die Familie zwei Jahre später nach Rostock in die Prinzenstraße 4 um. Ab 1907 wuchs Wachsmuth in Frankfurt am Main, Grillparzerstraße 83, auf, wo er das Wöhler-Realgymnasium und von 1909 bis 1917 das humanistische Lessing-Gymnasium besuchte. In Frankfurt war sein Vater ab 1915 Vorstandsmitglied und von 1932 bis 1936 Präsident der Polytechnischen Gesellschaft. Als Siebzehnjähriger nahm Werner Wachsmuth noch am Ersten Weltkrieg teil. Er studierte Medizin an der Eberhard Karls Universität Tübingen und der Julius-Maximilians-Universität Würzburg. 1919 wurde er im Corps Suevia Tübingen und im Corps Rhenania Würzburg aktiv. 1923 bestand er das Examen an der neuen Johann Wolfgang Goethe-Universität Frankfurt am Main. Von der Medizinischen Fakultät wurde er 1923 zum Dr. med. promoviert.
Die ärztliche Ausbildung begann Werner Wachsmuth in München bei Friedrich von Müller in der Inneren Medizin und bei Eugen Enderlen in der Heidelberger Chirurgie. 1924 reiste als Schiffsarzt nach Indien. 1928 ging er mit Erich von Redwitz nach Bonn an die Rheinische Friedrich-Wilhelms-Universität. Dort habilitierte er sich 1930 und wurde Privatdozent. Als er in den 1930er Jahren die Universität aus politischen Gründen verlassen musste, trat er in die Reichswehr ein, um nicht Mitglied einer nationalsozialistischen Organisation werden zu müssen. Seit 1935 Stabsarzt und Chefarzt der Chirurgischen Abteilung vom Standortlazarett Leipzig, gelang die Umhabilitierung an die Universität Leipzig. Im selben Jahr wurde er Leitender Arzt im Standortlazarett München, so dass er sich an die Ludwig-Maximilians-Universität München umhabilitierte.
Im Jahr 1936 wurde er von der LMU zum außerordentlichen Professor ernannt. Von 1939 bis 1942 war er Beratender Chirurg beim Heeressanitätsinspekteur und Chef des Chirurgischen Sonderlazaretts vom Oberkommando des Heeres. 1942 trafen sich die sanitätsdienstlichen Führer in Krasnodar. Ferdinand Sauerbruch, Siegfried Handloser, Emil Karl Frey, Lorenz Böhler und Wachsmuth diskutierten die Frage, ob der neue Marknagel von Gerhard Küntscher eingeführt werden sollte. Vor allem der eher „konservative“ Böhler bewirkte die positive Entscheidung. Von 1940 bis 1944 leitete Wachsmuth das chirurgische Sonderlazarett vom Oberkommando des Heeres in Brüssel. Er befasste sich intensiv mit dem Schock, dem Kollaps und äußeren Spannern zur Behandlung von Knochenbrüchen. Allein mit Sauerbruch, den er als seinen Lehrmeister bezeichnete, bereiste er wochenlang die Kriegsschauplätze. Entgegen einem „Führerbefehl“ weigerte er sich im September 1944, seine 1200 schwer verwundeten Patienten dem Feind und dem tobenden Mob zu überlassen. Mit seinem Personal blieb er bei ihnen. Als die Alliierten in der Normandie landeten, rettete Wachsmuth 5000 Belgier, die als politische Gefangene deportiert werden sollten. In der britischen Kriegsgefangenschaft (1944–1946) war er Kommandant der Kriegsgefangenenhospitäler in Watford und Swindon.
In der Nachkriegszeit in Deutschland folgte er am 15. August 1946 als ordentlicher Professor dem Ruf der Würzburger Julius-Maximilians-Universität auf ihren Lehrstuhl für Chirurgie. Er betrieb als Direktor den Wiederaufbau der in der Josef-Schneider-Straße 2 (Bau 6 und Bau 7) gelegenen Chirurgischen Klinik, die der Bombenangriff auf Würzburg am 16. März 1945 zerstört hatte, und des von ihm geleiteten Luitpoldkrankenhauses. Als Mitglied der Medizinischen Fakultät gehörte er 1948 dem Akademischen Senat der Universität Würzburg an.
1969 wurde er mit 69 Jahren emeritiert. Zu seinen Assistenten gehörte unter anderem der der 1930 geborene  Urologe Hans-Horst Teichmann (ab 1959). Ernst Kern (der von 1952 bis 1954 Assistent Wachsmuths gewesen war) übernahm am 1. September 1969 das Ordinariat und die Leitung der Chirurgischen Universitätsklinik (bereits auf dem Deutschen Chirurgenkongress 1968 in München hatte Wachsmuth Kern, der im Sommer 1968 im Rahmen von Wachsmuths Hauptkolleg eine von drei Probevorlesungen gehalten hatte, mitgeteilt, dass er ihn als Nachfolger in Würzburg wünsche). Seine Abschiedsvorlesung hielt Wachsmuth am 28. Juni 1969. Die Laudatio zum 70. Geburtstag Wachsmuths hielt dessen Nachfolger Kern am 29. März 1970. Auch nach Abschluss seiner eigentlichen Berufstätigkeit war Wachsmuth medizinisch tätig und arbeitete auf dem Gebiet der ärztlichen Ethik und befasste sich mit Rechtsfragen in der Chirurgie. Als Wachsmuth im 91. Lebensjahr gestorben war, beging man den Trauergottesdienst am 13. Juni 1990 in der Würzburger Deutschhauskirche.
Er begründete mit dem Anatomen Titus von Lanz 1935 die Praktische Anatomie im Springer-Verlag. Sie sollte anatomisch genaue Darstellungen für den praktisch tätigen Chirurgen liefern. Dazu wurden medizinische Zeichner wie Siegfried Nüssl gewonnen, der an der Münchner Kunstakademie Medizinisches Zeichnen lehrte, und später Irmgard Daxwanger, Ludwig Josef Grassl, H. Hoheisel, Jörg Kühn und Julius S. Pupp. Das Werk erschien in mehreren Bänden bis in die 1990er Jahre.
Zeitlebens stand Wachsmuth mit Rudolf Nissen in enger Freundschaft. Da Nissen die Zeit des Nationalsozialismus in der äußeren, Wachsmuth in der inneren Emigration überstanden hatte, „ergänzen sich ihre Autobiografien in ausgezeichneter Weise und stellen einen wesentlichen Mosaikstein zur Zeitgeschichte des 20. Jahrhunderts dar“.

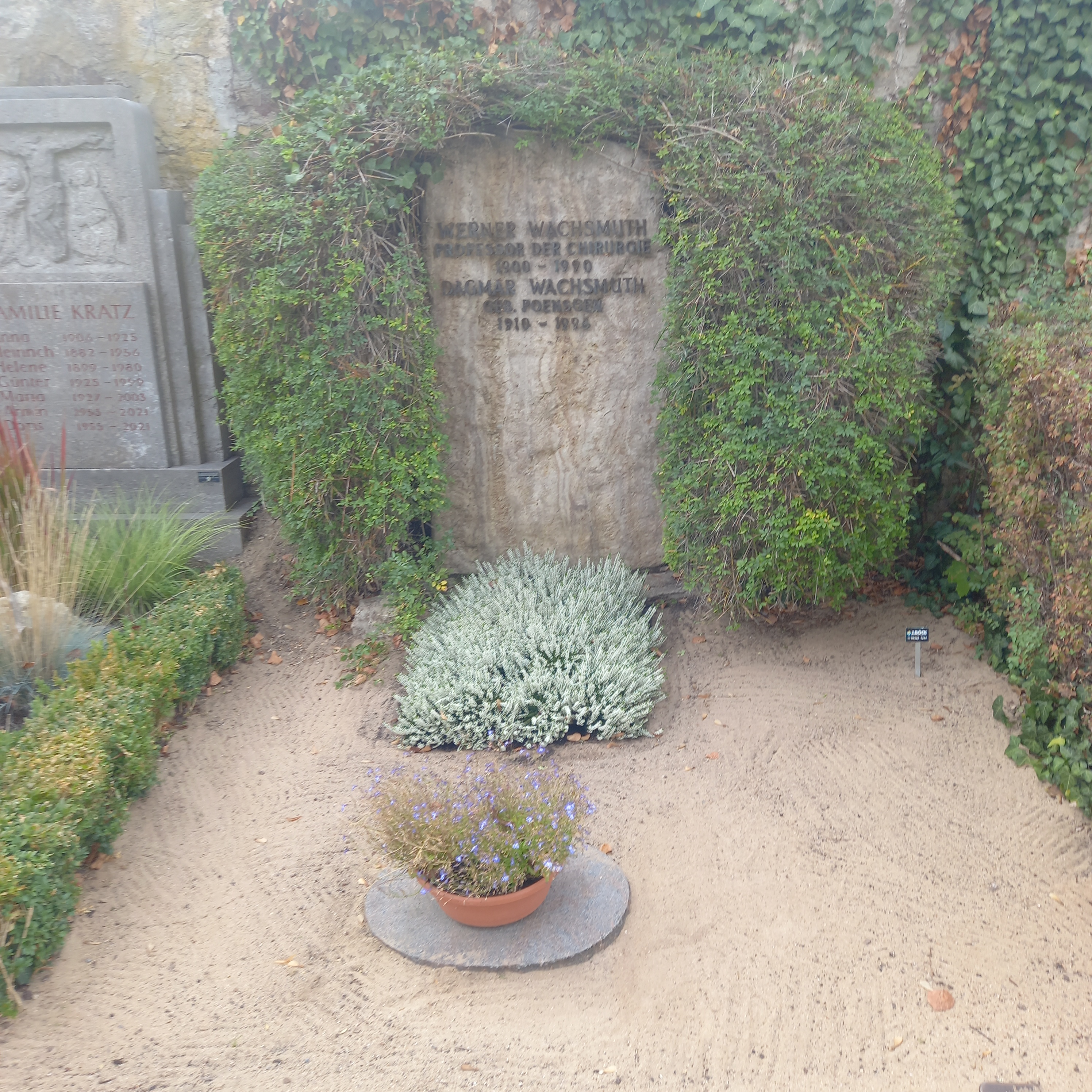
Das Grab von Werner Wachsmuth und seiner Ehefrau Dagmar geborene Poensgen auf dem Hauptfriedhof Würzburg

Aus einer 1932 geschlossenen Ehe mit Dagmar Wachsmuth, geborene Poensgen, gingen eine 1939 geborene Tochter (Barbara, genannt „Bärbel“, verheiratet mit Fritz Giehl) und zwei Söhne (Ernst Dieter und Hans-Joachim) hervor. Hans-Joachim Wachsmuth war Regierungsvizepräsident in Unterfranken.

## Ehrungen
- Vorsitzender der Bayerischen Chirurgenvereinigung (1955)
- Leopoldsorden (Belgien) (1957)
- Komturkreuz des schwedischen Nordstern-Ordens
- Offz. kubanischer Verdienstorden Carlos J. Finlay
- Offz. Belgischer Kronenorden
- Bayerischer Verdienstorden (1965)
- Widmung der von G. Böttger, Rudolf Schautz und anderen herausgegebenen Sammelpublikaton Traumatologie in der Chirurgischen Praxis (1965)
- Großes Bundesverdienstkreuz (1975)
- Großes Bundesverdienstkreuz mit Stern (1985)
- Goldene Ernst-von-Bergmann-Gedenkmünze (1978)
- Wahl in die Deutsche Akademie der Naturforscher Leopoldina (1959)[19]
- Präsident der Deutschen Gesellschaft für Chirurgie (1966/1967)
- Ernst von Bergmann-Gedenkmünze in Gold der Deutschen Gesellschaft für Chirurgie (1977)
- Ehrendoktorwürde als Dr. iur. h. c. der Georg-August-Universität Göttingen (10. November 1978)
- Ehrenmitglied[5]
  - Nationale Gesellschaften für Chirurgie
    - Kuba: Sociedad Nacional de Cirurgia (1954)
    - Spanien: Asociación Española de Cirujanos (1959)
    - Deutschland: Deutsche Gesellschaft für Chirurgie (1970)
    - Griechenland: Elliniki Chirurgiki Etaireia (1974)

  - Mittelrheinische Chirurgenvereinigung (1968)
  - Bayerische Chirurgenvereinigung (1969)
  - Vereinigung Nordwestdeutscher Chirurgen (1981)
  - Vereinigung Niederrheinisch-Westfälischer Chirurgen (1982)
  - International College of Surgeons Fellow (Hon.) (1979)
  - Ehrenmitglied der Deutschen Gesellschaft für Unfallheilkunde (1986)

## Veröffentlichungen (Auswahl)
- mit Wölck: Sportunfälle und -schäden. 1935.
- mit Titus von Lanz: Praktische Anatomie. 4 Bände. 1935–1956; zuletzt 1981, später mit Lang.
- Eugen Enderlen †. In: Zentralblatt für Chirurgie. Band 67, 1940, S. 1378–1381.
- Die chirurgische Indikation. Festvortrag gehalten anläßlich der Wiedereröffnung der Julius-Maximilians-Universität am 12. Märtz 1947. Schöningh, Würzburg 1947 (= Würzburger Universitätsreden. Band 4).
- Die Operationen an den Extremitäten. 2 Bände. 1956.
- Zur Geschichte des chirurgischen Lehrstuhls in Würzburg. In: Münchner Medizinische Wochenschrift. Band 104, 1962, S. 860–868.
- Eugen Enderlen. Werk und Persönlichkeit. In: Werner Wachsmuth (Hrsg.): Eugen Enderlen. 1863–1963. Springer, Berlin/Göttingen/Heidelberg 1963, S. 1–16.
- als Hrsg.: Eugen Enderlen. 1863–1963. Springer, Berlin/Göttingen/Heidelberg 1963.
- Allgemeine und spezielle chirurgische Operationslehre. Band 10: Die Operationen an den Extremitäten. 1972.
- mit Wilhelm: Die Operationen an der Hand. 1972.
- Ärztliche Problematik des Urlaubs. Berlin/Heidelberg / New York 1973.
- Fortschritt als ärztliches Problem. (Vortrag, gehalten am 11. Dezember 1979 für die Polytechnische Gesellschaft e. V.), Polytechnische Gesellschaft, Frankfurt am Main 1979.
- Reden und Aufsätze 1930–1984. Springer, Berlin/Heidelberg 1985. ISBN 978-3-540-15246-0.
- Ein Leben mit dem Jahrhundert. Erinnerungen. Springer, Berlin/Heidelberg 1985, ISBN 3-540-15036-6 (Autobiografie).